# 三重站
25°03′21″N 121°29′05″E / 25.05583°N 121.48472°E
三重站位於台灣新北市三重區後埔仔，為台北捷運中和新蘆線與桃園捷運機場線之交會捷運車站。

## 車站概要
三重站位於捷運路與水漾路口的捷運路地下，接近捷運路與重新路、重陽路的交叉口。鄰近二重疏洪道東側，雖非位於三重埔中心地帶，但因此處為桃園機場捷運轉乘站，故命名為「三重站」，台語廣播唸作「三重埔」（白話字：Saⁿ-tēng-po·，臺羅：Sann-tîng-poo）。
車站編號的部分，中和新蘆線為O15，桃園捷運機場線為A2。

## 車站構造
本站為高架桃園捷運（機場線）與地下台北捷運（中和新蘆線）交會車站，共設有4座出入口。
台北捷運中和新蘆線站體為地下四層車站，站體長221.4公尺，寬21.55公尺，深度19.2公尺，設有3座出入口，一座島式月台。 桃園捷運機場線站體為架設在河堤上、樓高四層並設有一座島式月台之高架車站，站體長約120公尺，寬約19公尺，設有2個出入口，其中1A號出入口位於河堤上，鄰近於新北大都會公園，與台北捷運所屬站體共用一處出入口，站內設有4座無障礙電梯。目前第1月台為普通車往中壢方向、第2月台為普通車往台北方向，直達車與普通車共用一條軌道，但直達車會快速通過此站。兩站點皆設有公共藝術。

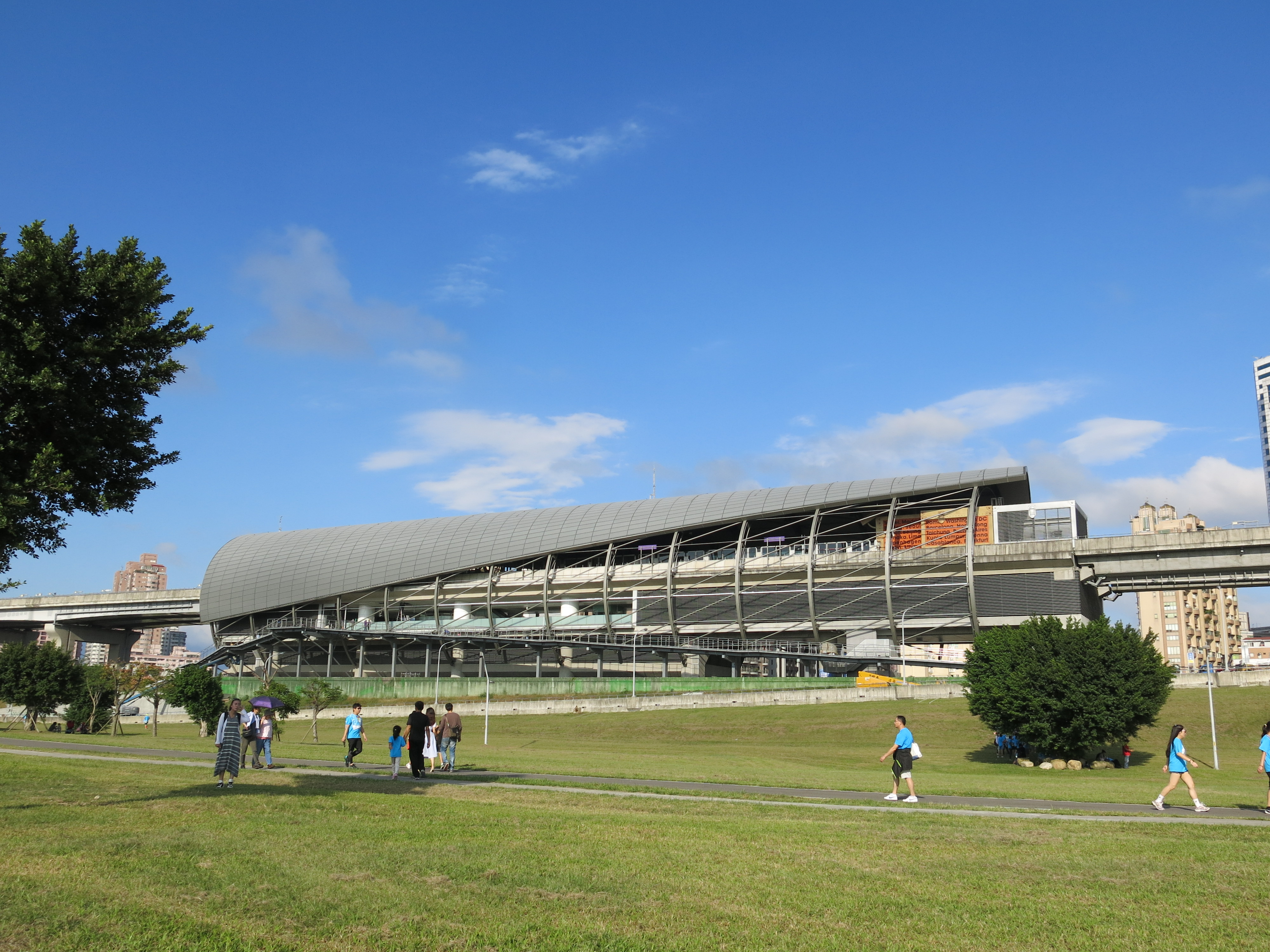
興建中的機場捷運三重站站體

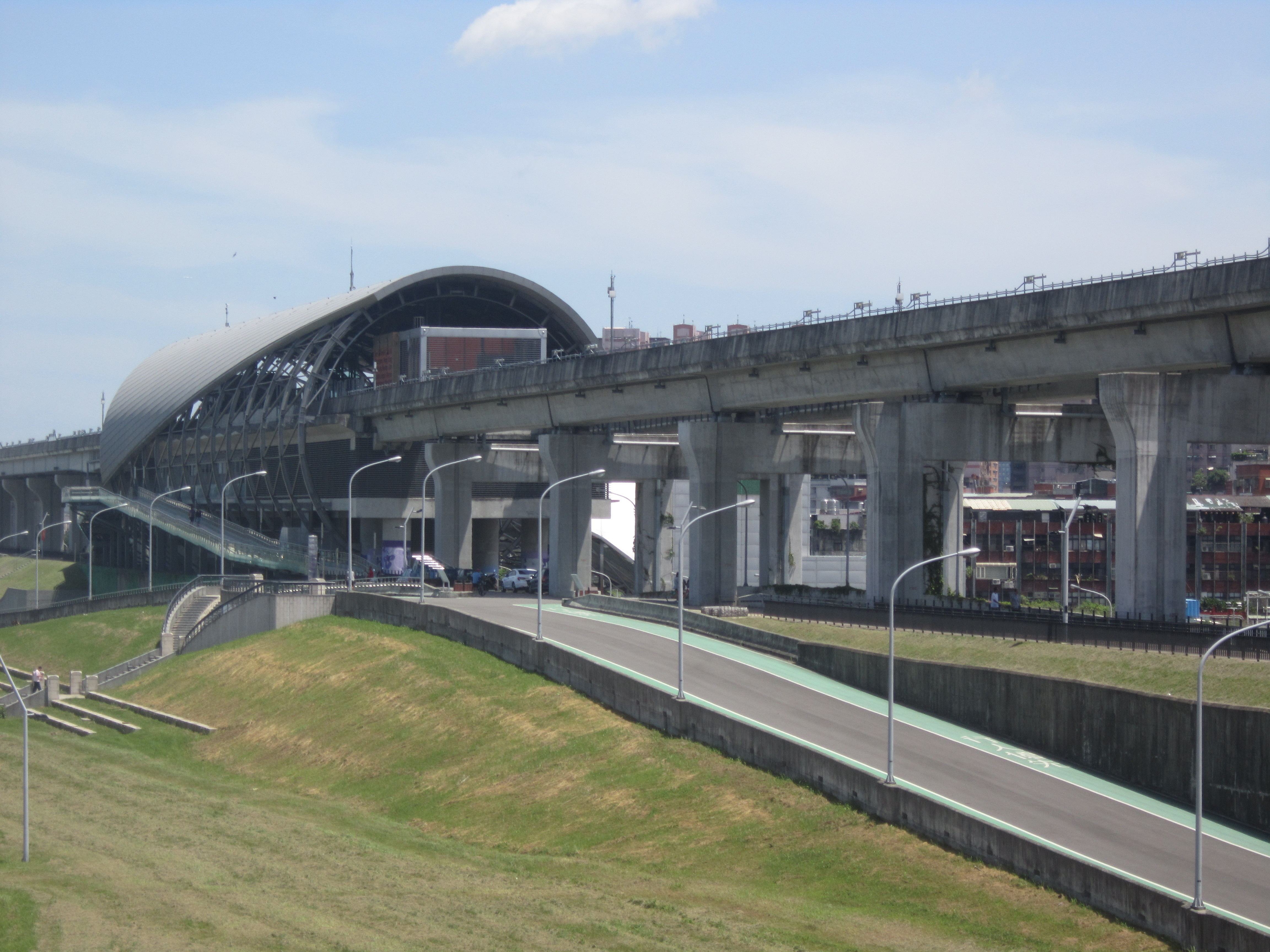
機場捷運三重站高架車站站體

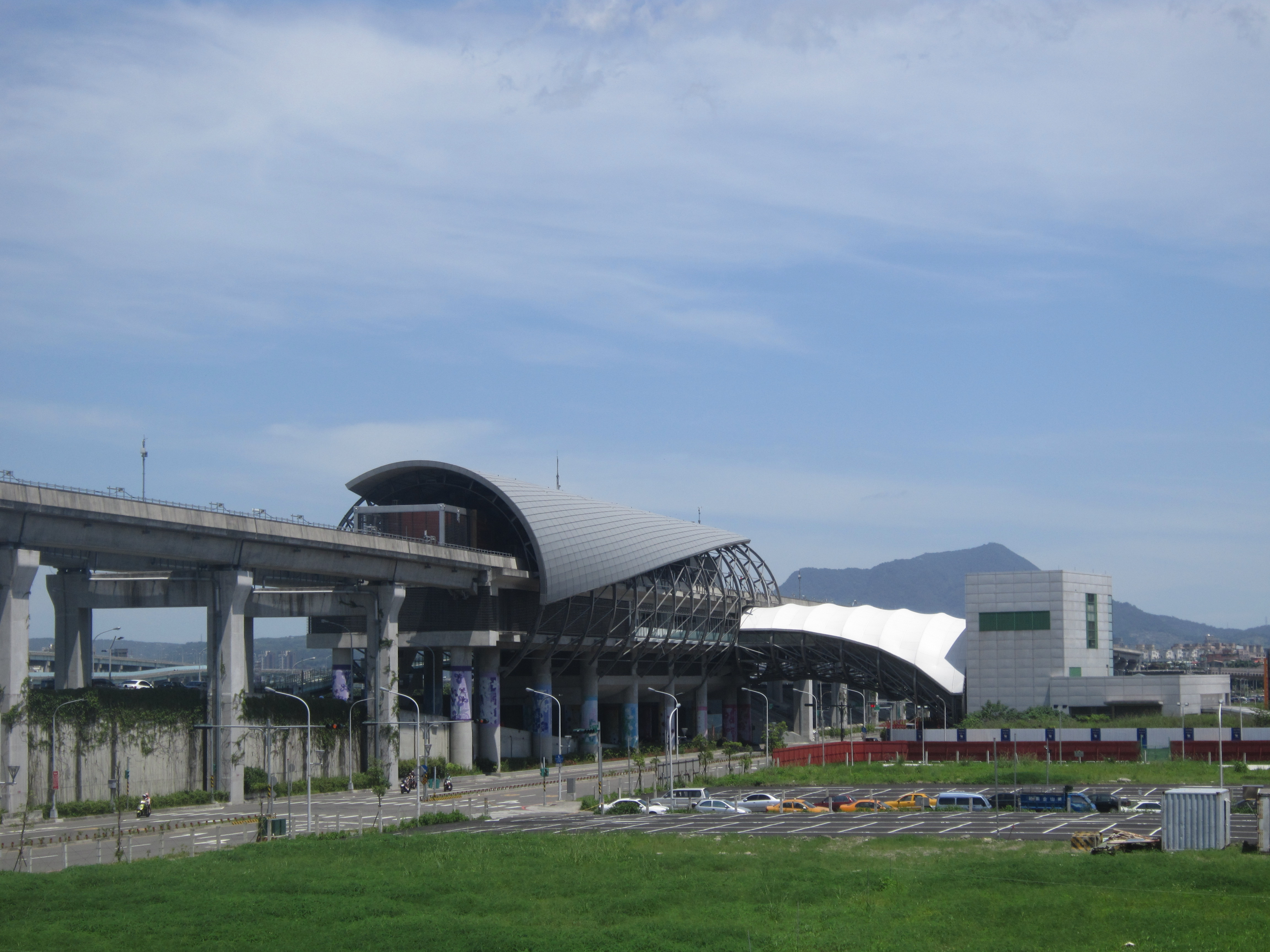
高架在堤防上的機場捷運三重站透過天橋與位於地下台北捷運三重站連通

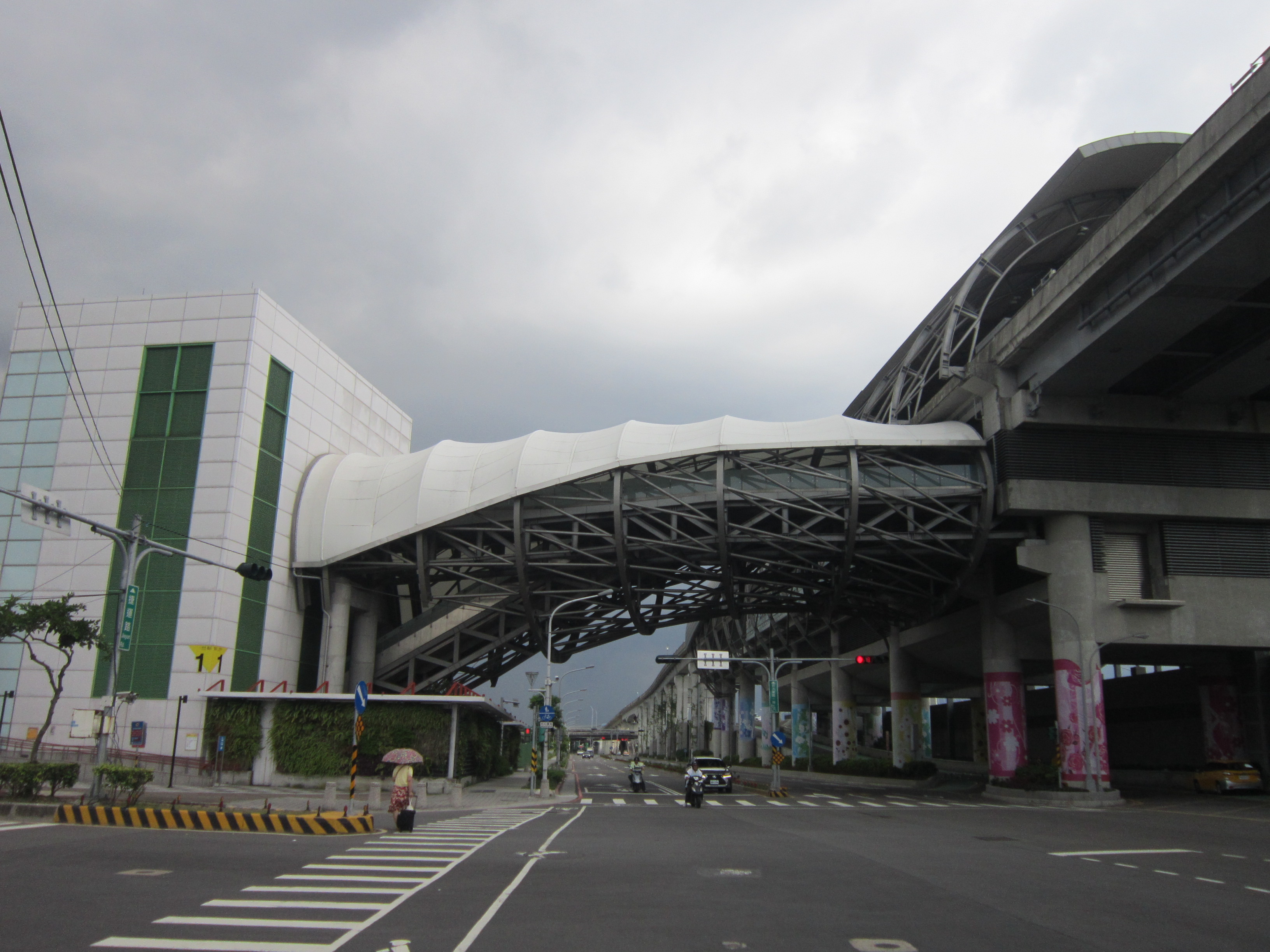
機場捷運三重站與台北捷運三重站之間跨越水漾路的天橋

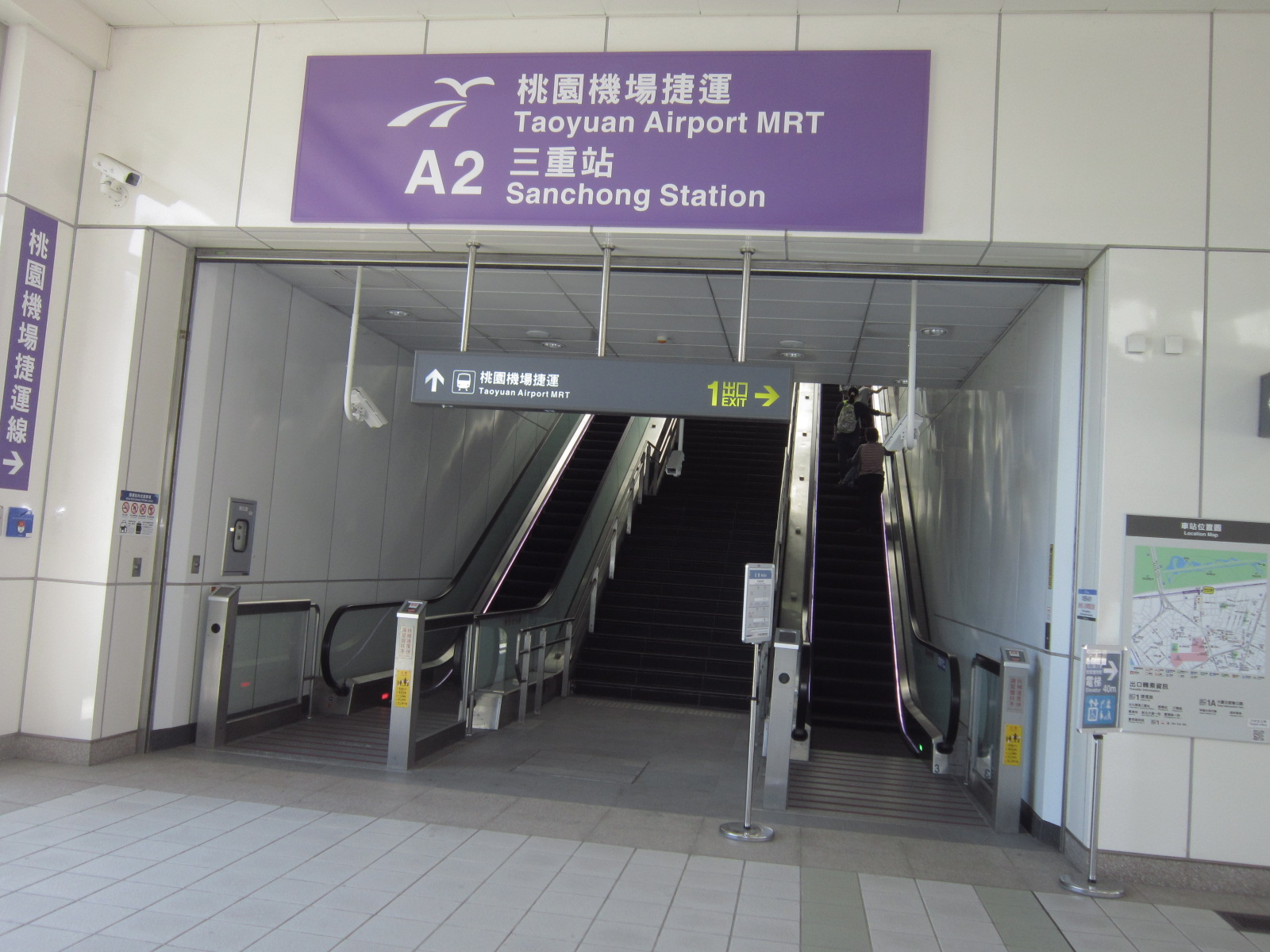
機場捷運三重站出入口

### 車站樓層
| 地上 四樓 | ①號月台            | ← 機場線 普通車 往老街溪方向（新北產業園區站） ← 機場線 直達車 不停靠本站 |
| 地上 四樓 | 島式月台，左側開門 |                                                                           |
| 地上 四樓 | ②號月台            | 機場線 直達車 不停靠本站→ 機場線 普通車 往終點站方向（台北車站）→         |
| 地上 二樓 | 機場線 大廳層      | 車站大廳、詢問處、自動售票機、驗票閘門、洗手間                            |
| 地面      | 出入口             | 出入口                                                                    |
| 地下 三樓 | 中和新蘆線 大廳層  | 車站大廳、詢問處、自動售票機、驗票閘門                                    |
| 地下 三樓 | 中和新蘆線 大廳層  | 洗手間                                                                    |
| 地下 四樓 | 一月台             | ← 中和新蘆線 往迴龍方向（O16 先嗇宮站）                                   |
| 地下 四樓 | 島式月台，左側開門 |                                                                           |
| 地下 四樓 | 二月台             | 中和新蘆線 往南勢角方向（O14 菜寮站）→                                    |

### 車站出口
出口1為設置於機場線以及新蘆線共用站體，出口1A為機場線站體，出口2～3為設置於新蘆線站體，三重站出口1位於捷運新蘆線西端，和機場線三重站用天橋連接，1A號出入口位於河堤上並隣近於新北大都會公園，出口2、3位於車站東端，無障礙電梯位於出口1。

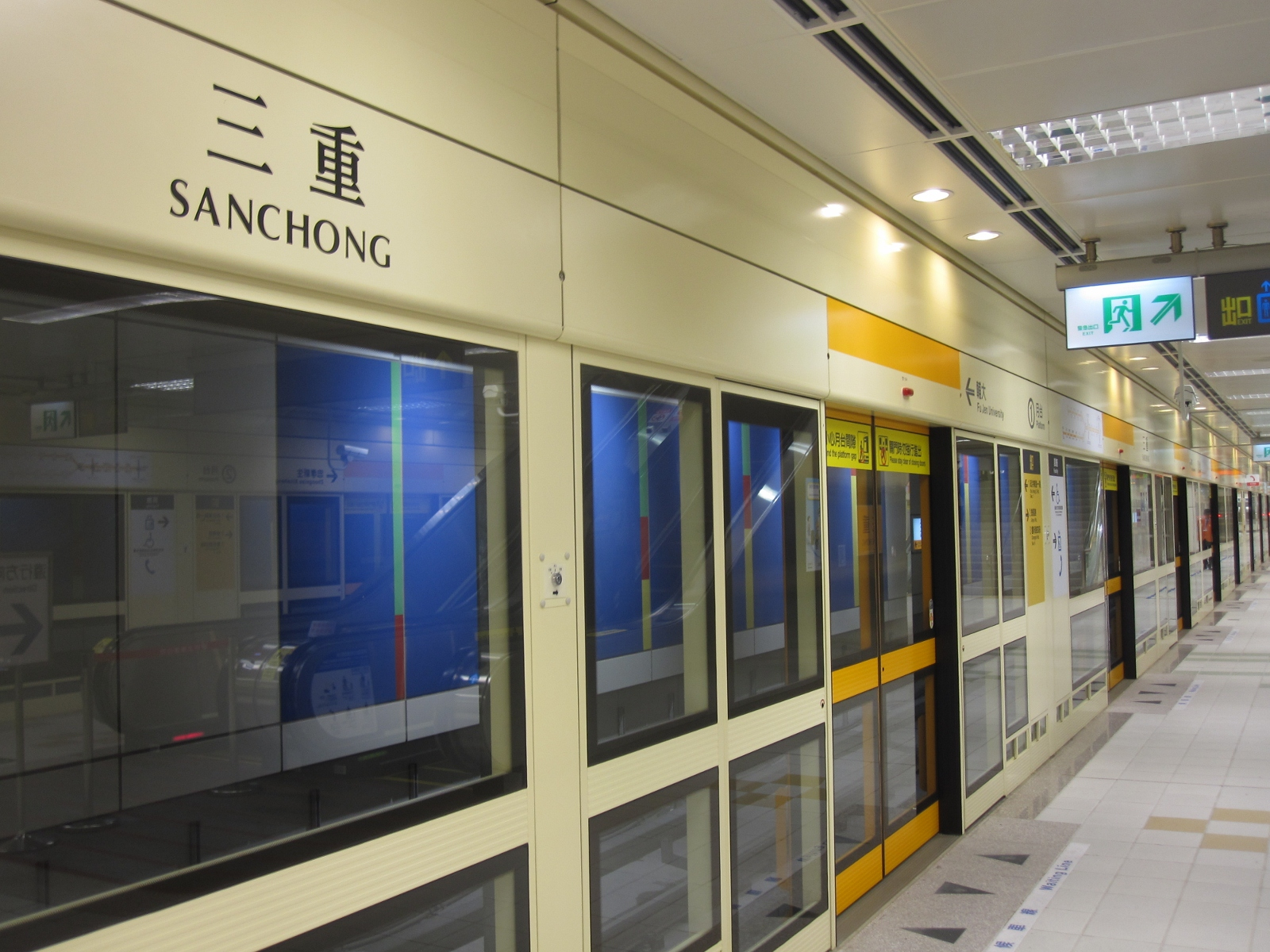
捷運新蘆線三重站一月台
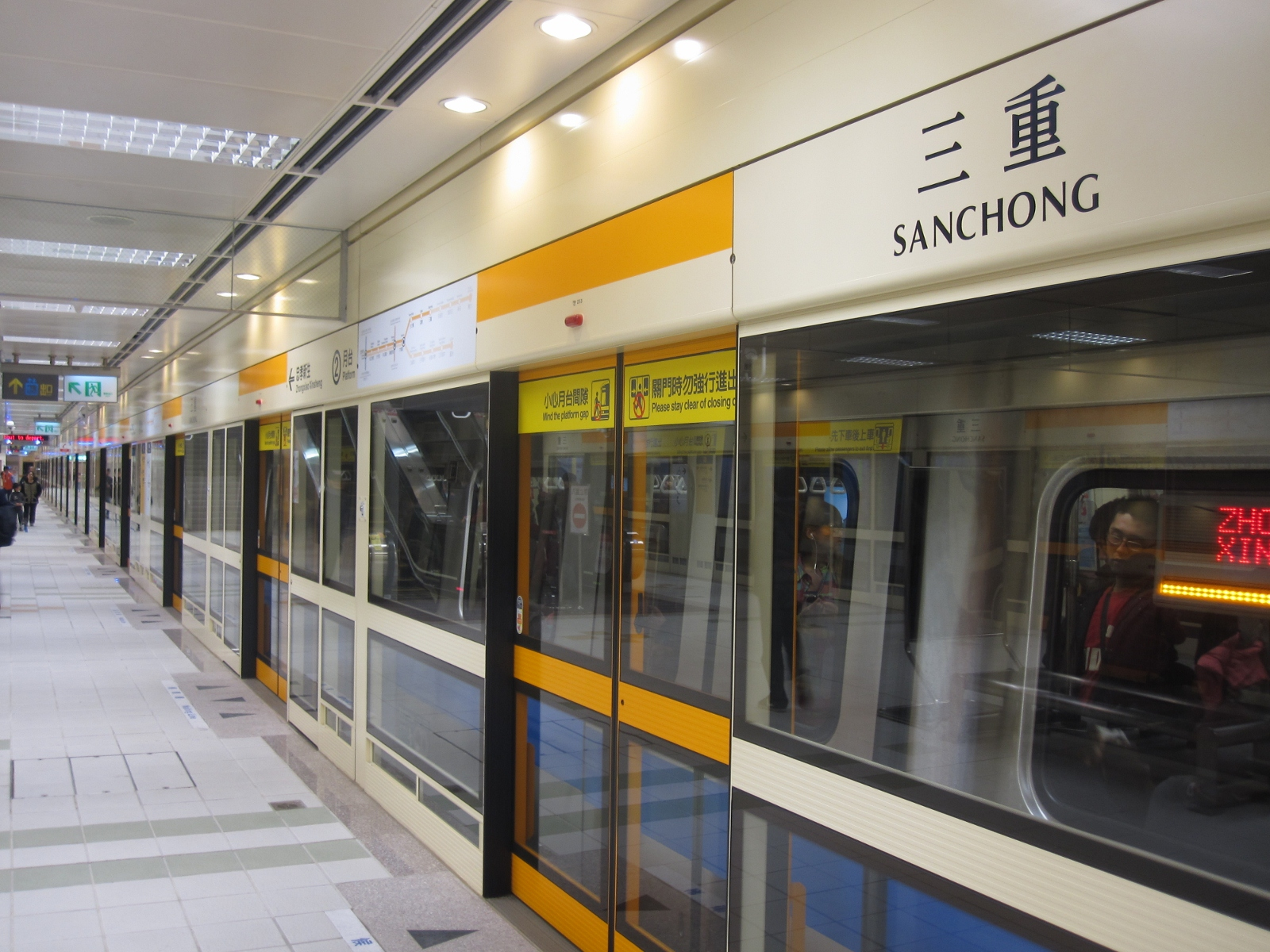
捷運新蘆線三重站二月台

| 臺北捷運中和新蘆線三重站出入口  |      |                                                                                          |
| 桃園捷運機場線三重站出入口      |      |                                                                                          |
| 出入口                          | 圖片 | 位置                                                                                     |
| 出入口1 · 設有電梯 · 設有手扶梯 |      | 水漾路一段（臺北捷運新蘆線、桃園捷運機場線共用出入口）                                   |
| 出入口1A                        |      | 新北大都會公園、幸福水漾公園（桃園捷運機場線出入口，可透過非付費區連通至臺北捷運新蘆線） |
| 出入口2                         |      | 重新路四段（臺北捷運新蘆線出入口，可透過非付費區連通至桃園捷運機場線）                   |
| 出入口3                         |      | 捷運路（臺北捷運新蘆線出入口，可透過非付費區連通至桃園捷運機場線）                       |
| 註： 設有電梯 \| 設有手扶梯     |      |                                                                                          |

- 捷運新蘆線三重站一月台
- 捷運新蘆線三重站二月台

## 歷史
中正機場捷運計畫中，原預計站名為福音（取自捷運路舊名「福音街」）。政府收回自辦後，調整桃園捷運機場線站名為與交會的台北捷運新莊線車站相同的三重站。
- 2012年1月5日：台北捷運新莊線三重站隨著輔大至大橋頭段正式通車而啟用[6][7]。
- 2013年6月29日：新莊線全線通車至迴龍站。
- 2017年3月2日，隨著機場線「臺北車站—環北」段正式通車而啟用[1]。
- 2023年1月10日：本站3號出口為配合增設電扶梯工程於即日起暫時封閉[8]。
- 2024年2月7日：本站重置後的3號出口重新開放。[9]

## 利用狀況
根據2024年12月資料，本站每日旅運量約為18,728，在台北捷運各站中排行第90名。
| 年   | 北捷      | 北捷      | 北捷      | 北捷   | 1日平均 | 1日平均 | 桃捷    | 桃捷    | 桃捷    | 桃捷   | 1日平均 | 1日平均 |
| 年   | 上車      | 下車      | 上下車    | 來源   | 上車    | 上下車  | 上車    | 下車    | 上下車  | 來源   | 上車    | 上下車  |
| ---- | --------- | --------- | --------- | ------ | ------- | ------- | ------- | ------- | ------- | ------ | ------- | ------- |
| 2012 | 905,235   | 904,469   | 1,809,704 | [ 10 ] | 2,501   | 4,999   | 未營運  | 未營運  | 未營運  | 未營運 | 未營運  | 未營運  |
| 2013 | 1,115,829 | 1,085,515 | 2,201,344 | [ 10 ] | 3,057   | 6,031   | 未營運  | 未營運  | 未營運  | 未營運 | 未營運  | 未營運  |
| 2014 | 1,274,315 | 1,228,284 | 2,502,599 | [ 10 ] | 3,491   | 6,856   | 未營運  | 未營運  | 未營運  | 未營運 | 未營運  | 未營運  |
| 2015 | 1,451,725 | 1,432,600 | 2,884,325 | [ 10 ] | 3,977   | 7,902   | 未營運  | 未營運  | 未營運  | 未營運 | 未營運  | 未營運  |
| 2016 | 1,597,865 | 1,595,068 | 3,192,933 | [ 10 ] | 4,366   | 8,724   | 未營運  | 未營運  | 未營運  | 未營運 | 未營運  | 未營運  |
| 2017 | 2,074,114 | 2,086,714 | 4,160,828 | [ 10 ] | 5,683   | 11,400  | 688千   | 728千   | 1,416千 | [ a ]  | 2,256   | 4,643   |
| 2018 | 2,247,030 | 2,267,391 | 4,514,421 | [ 10 ] | 6,156   | 12,368  | 870千   | 899千   | 1,769千 | [ b ]  | 2,384   | 4,847   |
| 2019 | 2,533,464 | 2,545,414 | 5,078,878 | [ 10 ] | 6,941   | 13,915  | 1,114千 | 1,146千 | 2,260千 | [ c ]  | 3,052   | 6,192   |
| 2020 | 2,228,911 | 2,248,041 | 4,476,952 | [ 10 ] | 6,090   | 12,232  | 889千   | 893千   | 1,782千 | [ d ]  | 2,429   | 4,869   |

## 公共藝術
本站的穿堂層設有馬賽克公共藝術「時代的回聲」。

## 車站周邊
- 二重疏洪道
- 新北大都會公園
- 新北市三重區集美國民小學
- 新北市立三重高級中學
- 新北環快（新北大橋）
- 辰光橋
- 重新大橋
- 中興大橋
- 三重捷興宮
- 三重先嗇宮
- 三重國民運動中心
- 新北市公共自行車租賃系統
  - 捷運三重服務中心
  - 捷運三重站（1號出口）
  - 捷運三重站（3號出口）
- 玫瑰公園暨玫瑰公園立體停車場（平面拆除後重建立體停車場）
  - 新北市政府警察局三重分局中興橋派出所（新北市三重區集美街57號）
- 三重社教館
- 星光夜市

## 公車資訊
| 編號      | 經營業者 | 區間                 | 備註               |
| --------- | -------- | -------------------- | ------------------ |
| 62        | 首都客運 | 三重－東園           | 屬於新北市區公車。 |
| 227區間車 | 中興巴士 | 三重－捷運民權西路站 |                    |
| 232       | 三重客運 | 蘆洲－捷運善導寺站   | 經中興橋           |
| 264       | 臺北客運 | 捷運蘆洲站－板橋     | 屬於新北市區公車。 |
| 640       | 三重客運 | 五股－捷運台大醫院站 | 屬於新北市區公車。 |

## 腳注
1. ↑  106年新北市捷運統計年報（資料來源:桃園捷運公司）[11]
2. ↑  107年新北市捷運統計年報（資料來源:桃園捷運公司）[12]
3. ↑  108年新北市捷運統計年報（資料來源:桃園捷運公司）[13]
4. ↑  109年新北市捷運統計年報（資料來源:桃園捷運公司）[14]

## 外部連結
台北捷運公司
- 臺北大眾捷運股份有限公司-路網圖、各站資訊及時刻表 （页面存档备份，存于）
- 三重站位置圖（台北捷運公司） （页面存档备份，存于）
- 三重站車站剖面相關位置圖（台北捷運公司） （页面存档备份，存于）

桃園捷運公司
- 三重站（桃園捷運系統機場線） （页面存档备份，存于） （繁體中文）
- 桃園大眾捷運股份有限公司->乘車指南->路網圖 （页面存档备份，存于）（繁體中文）

臺北市政府捷運工程局
- 臺北市政府捷運工程局 （页面存档备份，存于）

桃園市政府捷運工程局
- 桃園市政府捷運工程局 （页面存档备份，存于）
- 販賣店現況 （页面存档备份，存于）